# Всесвітній день статистики
Всесвітній день статистики (Офіційними мовами ООН (англ. World Statistics Day; фр. Journée mondiale de la statistique; ісп. Día Mundial de la Estadística; рос. Всемирный день статистики) – Міжнародний день ООН, встановлений Генеральною Асамблею ООН 3 червня 
2010 року, який відзначається 20 жовтня, раз на п’ять років, починаючи з 2010 року.
Ініціатива заснування Всесвітнього дня статистики належала Статистичній комісії ООН,  яка у лютому 2010 року на своїй 41 сесії схвалила проведення першого Всесвітнього дня статистики 20 жовтня 2010 року під загальним гаслом «Відзначимо численні досягнення офіційної статистики!»

## Мета
Пропаганда досягнень офіційної статистики, що базуються на основних цінностях служіння, сумлінності і професіоналізму, підтримка статистичної діяльності, а також визнання внеску міжнародних, регіональних і субрегіональних установ у сприяння розвитку національних статистичних систем.
Генеральний секретар ООН у посланні з нагоди Всесвітнього дня статистики 2010 року зазначав зокрема, що статистика пронизує всі аспекти сучасного життя:
- є основою для багатьох урядових рішень в сфері підприємницької та громадської діяльності;
- надає інформацію і уявлення про тенденції та сили, які впливають на повсякденне життя;
- є життєво важливим інструментом економічного і соціального розвитку, в тому числі в наших зусиллях по досягненню цілей в області розвитку, сформульованих в Декларації тисячоліття;
- є одним з головних факторів, що враховуються при обґрунтуванні майже кожного аспекту бюджетів і програм, які дозволяють аналізувати рівні бідності, доступності освіти та поширеності хвороб, годувати голодних дітей або надавати притулок і екстрену медичну допомогу жертвам стихійних лих тощо.[4]

## Відзначення Всесвітнього дня статистики

### 2010
Всесвітній день статистики вперше відзначався 20 жовтня 2010 року по всьому світу під гаслом «Відзначимо численні досягнення офіційної статистики!». 
Цей день статистики – 2010 пройшов успішно — відповідні заходи були організовані в більш ніж 130 країнах-членах і щонайменше 40 міжнародними та регіональними організаціями та структурами.

Одним з ключових елементів успіху першого Всесвітнього дня статистики з'явилася організаційна модель його проведення на основі «децентралізації», відповідно до якої країни і міжнародні установи могли самостійно висувати ідеї і розробляти заходи, що відповідали їх конкретним ситуаціям. Статистичний відділ, діючи під мандатом Статистичної комісії, забезпечував центральне керівництво, надаючи пропагандистські матеріали (логотипи, плакати, інформаційні добірки для преси тощо) і виступав як форум, на якому країни могли обмінюватися своїм досвідом. Значна увага приділялася забезпеченню максимально широкого висвітлення заходів цього Дня в засобах масової інформації, що дозволило ще більше розширити аудиторію, пропагувати роль офіційної статистики.

### 2015
Другий Всесвітній день статистики проведено 20 жовтня 2015 року за загальним гаслом «Підвищення якості даних, підвищення якості життя».
5 березня 2015 року був офіційно відкритий спеціальний вебсайт Всесвітнього дня статистики worldstatisticsday.org. З моменту відкриття вебсайту по 20 жовтня 2015 р. на цьому сайті було розміщено 142 повідомлення, які сповіщали громадськість про наявні ресурси і плани проведення Всесвітнього дня статистики в різних країнах й силами різних організацій по всьому світу (на 03.12.2015 на цьому вебсайті було розміщено 256 повідомлень). З моменту відкриття вебсайту, присвяченого Всесвітньому дню статистики, відбулося: 64 000 відвідувань, в ході яких 47 000 унікальних користувачів здійснили 157 000 переглядів сторінок. 19 відсотків всіх користувачів виходили на цей вебсайт з мобільних пристроїв. 

### 2020
Підготовка до проведення третього Всесвітнього дня статистики в 2020 році почнеться в 2019 році, коли Статистична комісія ООН знову розгляне питання порядку та плану його проведення.

## Національні дні статистики
Багато країн заснували свої національні дні статистики.
 
Статистична комісія ООН на своїй 29-й сесії в 1997 році висловила підтримку проведення національних та регіональних статистичних днів, які встановили відзначення таких днів, а також декларувала заохочення проведення національних статистичних днів в інших країнах, які могли б бажати встановити такі дні (Доповідь про 29-й сесії Статистичної комісії, E / 1997/24, пункт 96 (a)).

На той час 102 країни та регіони святкували національний день статистики, тиждень чи місяць, щоб підняти престиж  офіційної статистики. Майже 80 країн щорічно відзначали день статистики або планують це робити в майбутньому. Деякі країни світкували тижні, або відзначають день статистики раз на 5 років, або роблять це одноразово. 
Україна святкує День працівників статистики 5 грудня. 